# Thelma Aoyama
Thelma Aoyama (青山 テルマ, Aoyama Teruma), nascida em 27 de outubro de 1987 é uma cantora de J-pop e R&B do Japão. Ela é japonesa de descendência afro-trinidiana.
Ela é mais famosa por sua música com a colaboração do rapper SoulJa, "Koko ni Iru yo", e a música em resposta, "Soba ni Iru ne". Em setembro de 2008, o Guinness World Records certificou que "Soba ni Iru ne" se tornou o single digital mais bem vendido do Japão, com mais de dois milhões de faixas completas baixadas legalmente (Chaku Uta Full). Entretanto, o recorde foi quebrado pelo grupo Greeeen com a canção "Kiseki" em junho de 2009. Incluindo vários formatos de download, a canção alcançou a marca de 8,7 milhões de vendas de downloads digitais.

## Discografia
Álbuns de estúdio
- 2008: Diary
- 2009: Emotions
- 2011: Will

Coletâneas
- 2008: Party Party: Thelma Remix
- 2009: Love!: Thelma Love Song Collection
- 2010: Love! 2: Thelma Best Collaborations
- 2011: Singles Best

DVD's
- 2009: Aoyama Thelma Tour 2009 "Diary"

Singles
- 2007: ONE WAY
- 2008: Soba ni Iru ne feat. SoulJa (そばにいるね, I'm by Your Side)
- 2008: Nando Mo" (何度も, How Many Times)
- 2008: Mamoritai Mono" (守りたいもの, I Want to Protect This)
- 2008: Daikkirai Demo Arigato" (大っきらい でもありがと, I Hate You, But Thanks)
- 2009: Todoketai.../Kono Mama Zutto" (届けたい･･･/このまま ずっと, I Want to Send.../Just As It Is)
- 2009: Wasurenai yo" (忘れないよ, I Won't Forget You)
- 2010: Fall In Love (featuring Sol from Big Bang)
- 2010: Kaeru Basho (帰る場所, The Place We'll Return To)
- 2010: Summer Love!! feat. RED RICE from Shonannokaze